# NHKグローバルメディアサービス
株式会社NHKグローバルメディアサービス（エヌエイチケイグローバルメディアサービス 英: NHK Global Media Services, Inc.）は、日本放送協会（NHK）の子会社で、主に報道、スポーツ番組のソフト制作などに携わる企業。
略称は「Gメディア」や「NHK G-Media」。

## 概要
一連の不祥事を受けたNHK改革により、2009年4月1日付で、NHK情報ネットワークを実質的な存続会社として旧日本文字放送と合併し、社名を改めて発足した。
基本的には、合併前の両社が行っていた業務を引き継いでいるが、旧日本文字放送は、テレビ放送の完全デジタル化によりアナログ文字データ放送が終了したため、デジタル放送におけるデータ放送の番組制作業務が合併前の仕事となっていた。

## 企業体質
NHK関連団体の多くに出資している。またNHKからの出向者や転籍・嘱託社員が多い。同社の第26期事業報告によると、平成24年度期末時点の正規従業員369人（他団体への出向者7人を除く）中、NHKからの出向者は76人、転籍・嘱託社員は125人であり、正規従業員の平均年齢も48歳2か月となっている。
常勤取締役はNHKの元理事や元幹部が就任しており、非常勤取締役もNHKもしくはグループ企業の現職である。

## 経営財務状況
同社の「第26期計算書類」によれば、総資産約124億1千万円のうち約79億9千万円が利益剰余金となっている。利益剰余金は現金及び預金が約47億2千万円、（短期）有価証券が約8億円、投資その他資産が約33億9千万円などの形で保有されている。流動比率（流動資産／流動負債×100）も319％と高く、無借金経営が行われている。また、資本金4億3千5百万円に対して、2012年に資本金の約129％にあたる約5億5千9百万円が配当に当てられている。

## 主たる事業
NHKの資産を生かした有料コンテンツの提供と、番組制作支援業務が主となっている。
コンテンツ提供
- 携帯電話向けサービス「NHKニュース&スポーツ」「NHKメロディ」「NHK SOUND」などの運営
  - 過去には海外向けテレビ番組配信・在外邦人向けテレビ国際放送「NHKワールド・プレミアム」の運営を行っていたが、2010年4月1日に日本国際放送へ運営が移管された。なお、ホームページは運営移管後も9月30日までG-Media内のサイトのままで残っていた。
- トレインチャンネルやデジタルサイネージを通じた「NHK Pickup NEWS」の提供[7]
- 手話ニュースの動画配信
- DVD・雑誌・書籍の制作
- NHKネットラジオ らじる★らじるのウェブサイト・アプリの制作

番組制作支援
- リアルタイム字幕放送・データ放送の制作支援
- 番組制作および番組ホームページの制作・運営（別項参照）
- NHK水戸放送局の地上デジタル放送番組制作支援
- ニュース映像の国際伝送、スポーツ中継の回線設定

その他業務
- 通訳・翻訳
- スポーツ関連のソフト購入・権利管理、海外向け映像制作・販売、映像コンテンツ制作、映像・情報配信システムの制作

## 主な制作番組
基本的にNHK情報ネットワーク制作の番組をそのまま引き継いでいる。主にNHKの衛星放送（BS1・BSプレミアム）で放送される番組を制作している。
- メジャーリーグ中継
- Jリーグ中継

2009年まではスカパー!（スカチャン・J SPORTS）向け中継の鹿島アントラーズ主催試合の受託制作を行ったが、民放向けの配信のため、実況は協会の局員ではなく、民間所属のフリーアナウンサーが出演した。
- NBA中継
- Jリーグタイム
- スポーツ大陸
- スポーツドミンゴ
- テレビスポーツ教室
- 未来への提言
- 新BSディベート
- 関口知宏のファーストジャパニーズ
- 関口知宏のOnly1
- 経済ワイド ビジョンe
- BS世界のドキュメンタリー
- アインシュタインの眼
- SOUND+1
- JAPAN BIZ CAST（主に海外向け）
- ASIA 7 DAYS（主に海外向け）
- 宝くじ抽せん会

ドリーム・サマー・年末など主にジャンボ宝くじのものが中心であるが、復興宝くじなどジャンボ以外の宝くじ抽せん会を放送することもある）。
- 南関東地方競馬チャンネル[8]

大井、川崎、浦和、船橋の各競馬場の中継の番組制作を受託。
実況及び司会者等は協会の局員ではなく、民間の社員が行う。
このほか、NHKスペシャル・ハイビジョン特集・クローズアップ現代の制作にも携わることがある。
番組そのものではないが、それに連動した雑誌「NHK G-Media 大相撲ジャーナル」（2013年6月創刊）の編集を担当している。

## アナウンサー
旧情報ネットワークにNHK本体から出向（所属上は協会本部付）していたアナウンサー（所属するアナウンサーは全員スポーツ番組専門であるが、不定期でテレビ・ラジオのニュースも担当している）は、この会社に出向する形となった。
出向者の氏名についてはNHK放送センター#NHKグローバルメディアサービス出向 を参照。

## 事件・不祥事
- 2022年 - 警視庁刑事部捜査第二課は庶務・経理を担当していた元社員を詐欺容疑で逮捕。2017年から2021年までの間、会社の出張に使うと装って約1億8000万円分の新幹線チケットを詐取、換金した疑い[9]。

- 2024年 - 本企業と契約していた中国籍のスタッフがNHKワールド・ラジオ日本とラジオ第2放送にて放送している『中国語ニュース』で尖閣諸島（沖縄県）に関する不適切発言を行い、問題となった[10][11]。

- 2024年 - 警視庁渋谷警察署は2024年9月14日までに同社チーフプロデューサーを暴行の現行犯で逮捕した。犯行を認めているという。逮捕事実は9月13日午後10時ごろJR渋谷駅ハチ公口改札前で駅員の顔を数回殴った疑い。酒に酔った状態だったという[12][13]。